# Chester Earl Merrow

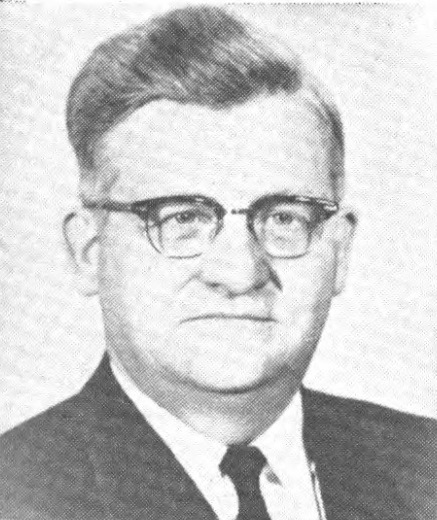
Chester Earl Merrow

Chester Earl Merrow (* 15. November 1906 in Ossipee, New Hampshire; † 10. Februar 1974 ebenda) war ein US-amerikanischer Politiker. Zwischen 1943 und 1963 vertrat er den Bundesstaat New Hampshire im US-Repräsentantenhaus.

## Werdegang
Chester Merrow besuchte die öffentlichen Schulen seiner Heimat und danach zwischen 1921 und 1925 die Brewster Free Academy. Anschließend setzte er seine Ausbildung bis 1929 am Colby College in Waterville (Maine) fort. Seit 1929 war er selbst als Lehrer tätig. Bis 1938 unterrichtete er an verschiedenen Schulen in den Staaten Vermont und Maine. Zwischenzeitlich studierte er noch bis 1937 an der Columbia University in New York City.
Politisch war Merrow Mitglied der Republikanischen Partei. In den Jahren 1939 und 1940 war er Abgeordneter im Repräsentantenhaus von New Hampshire. Danach arbeitete er als Nachrichtensprecher und Moderator beim Rundfunk. Bei den Kongresswahlen des Jahres 1942 wurde er im ersten Wahlbezirk von New Hampshire in das US-Repräsentantenhaus in Washington, D.C. gewählt, wo er am 3. Januar 1943 die Nachfolge von Arthur B. Jenks antrat. Nach neun Wiederwahlen konnte er bis zum 3. Januar 1963 zehn zusammenhängende Legislaturperioden im Kongress absolvieren. 1945 war er Delegierter auf einer UNO-Konferenz in London, im folgenden Jahr nahm er an einer UNESCO-Versammlung in Paris teil. 1962 verzichtete Merrow auf eine weitere Kandidatur für das US-Repräsentantenhaus. Stattdessen bewarb er sich erfolglos um die Nominierung seiner Partei für die Wahlen zum US-Senat, die an Perkins Bass ging. Während seiner Zeit im Kongress fand der Koreakrieg statt. In dieser Zeit begann auch der Vietnamkrieg. Außerdem wurden der 22. und der 23. Verfassungszusatz ratifiziert.
Zwischen 1963 und 1968 arbeitete Merrow als Sonderberater für das US-Außenministerium. In den Jahren 1970 und 1972 kandidierte er jeweils erfolglos für die Rückkehr in den Kongress. Chester Merrow starb am 10. Februar 1974.